# Srby (okres Domažlice)
Srby (německy Sirb) jsou obec v okrese Domažlice v Plzeňském kraji. Leží jedenáct kilometrů severně od Domažlic a pět kilometrů západně od Horšovského Týna. Srby protéká řeka Radbuza a žije zde 491 obyvatel (v roce 2006 jich bylo 388).

## Historie
První písemná zmínka o obci pochází z roku 1312.

## Obyvatelstvo
| Rok            | 1869  | 1880  | 1890  | 1900  | 1910  | 1921  | 1930  | 1950 | 1961 | 1970 | 1980 | 1991 | 2001 | 2011 | 2021 |
| -------------- | ----- | ----- | ----- | ----- | ----- | ----- | ----- | ---- | ---- | ---- | ---- | ---- | ---- | ---- | ---- |
| Počet obyvatel | 1 067 | 1 062 | 1 022 | 1 077 | 1 131 | 1 091 | 1 046 | 482  | 504  | 503  | 422  | 402  | 390  | 381  | 470  |
| Počet domů     | 141   | 151   | 147   | 164   | 161   | 176   | 196   | 200  | 131  | 117  | 112  | 129  | 131  | 143  | 154  |

## Obecní správa
Mezi lety 1850–1980 byly Srby obcí v okrese Horšovský Týn (v letech 1850–1910 Horšův Týn) (1850–1950) a později v okrese Domažlice. Od 1. července 1980 do 30. června 1990 patřily jako část obce k Meclovu a od 1. července 1990 jsou opět samostatnou obcí.

### Části obce
- Medná
- Polžice
- Roudná
- Srby
- Vítání

### Obecní symboly
Znak a vlajka byly obci uděleny rozhodnutím předsedy Poslanecké sněmovny Parlamentu České republiky dne 12. května 2016.

## Pamětihodnosti
- Barokní kostel svatého Jana Křtitele
- Výklenková kaplička svatého Jana Nepomuckého
- silniční most přes Radbuzu